# Saccocoma
 Saccocoma  ist eine ausgestorbene Gattung der Seelilien (Haarsterne) aus dem Stamm der Stachelhäuter (Echinodermata). Derzeit werden vier Arten zu dieser Gattung gestellt, die ausschließlich in oberjurassischen Meeresablagerungen gefunden wurden.

## Beschreibung
Die Gattung Saccocoma (lateinisch „Beutel mit Haaren“) ist eine kleine, freischwimmende Seelilie mit einem Gesamtdurchmesser (einschließlich Armen) bis zu etwa 5 Zentimetern. Der Körper ist nur etwa erbsengroß und zeigt die typische, fünfstrahlige Radialsymmetrie (Pentamerie) der höheren Stachelhäuter. Von ihm gehen fünf dünne, jeweils paarweise angeordnete gefiederte Arme aus, die sich jedoch sehr bald teilen, so dass Saccocoma scheinbar zehn Arme hat. Der Mund befand sich an der Bauchseite (= Unterseite) des Körpers. Mit Ausnahme der Solnhofener Plattenkalke, wo vollständig erhaltene Exemplare oft massenhaft gefunden werden, haben sich in der Regel nur isolierte Skelettelemente erhalten, die mit mikropaläontologischen Methoden gewonnen und untersucht werden.

## Lebensweise
Lediglich die Typusart der Gattung (Saccocoma tenella (Goldfuss, 1831)) aus den Solnhofener Plattenkalken von Bayern ist aus vollständigen Exemplaren bekannt. Daher beziehen sich die folgenden Ergebnisse überwiegend auf diese Art.
Im oberen Jura (vor etwa 150 Millionen Jahren) hat Saccocoma tenella massenhaft das Meer der Wannen bei Eichstätt in Bayern bevölkert. Später wurde aus den feinkörnigen Kalkablagerungen dieser Wannen der Solnhofener Plattenkalk.
Mit den ständig sich bewegenden Armen konnte das Tier nur eingeschränkt schwimmen. Die bewimperten Teile der Arme begannen schon sehr dicht am Körper und waren vermutlich zu steif um Schwimmbewegungen zu erlauben. Vermutlich waren nur die äußersten Enden der Arme flexibel genug, um das Tier in der Wassersäule zu bewegen. Schon eine geringfügige Strömung verdriftete die schwebende Seelilie. Die Arme dienten außerdem dazu, Nahrung aus dem Wasser zu filtrieren und dem Mund zuzuführen.
Die freischwimmenden Seelilien wurden oft von Ammoniten gefressen. Das beweisen Reste von Saccocoma in Koprolithen (fossile Exkremente) von Ammoniten.

## Geschichte
Saccocoma tenella wurde 1831 von dem deutschen Arzt und Paläontologen Georg August Goldfuss (1782–1848) wissenschaftlich untersucht und als Comatula tenella erstmals gültig beschrieben. 1836 schlug Agassiz für diese Art die Gattung Saccocoma vor.
Im Mittelalter hatte man die wahre Natur der freischwimmenden Seelilien noch nicht erkannt. Damals wurden die auf Solnhofener Platten sichtbaren Fossilien teilweise für „Teufelswerk“ gehalten. Man deutete diese Ablagerungen damals als Hinterlassenschaften der biblischen Sintflut.
1616 sah der Nürnberger Apotheker, Botaniker und Verleger  Basilius Besler (1561–1629) in der Solnhofener Seelilie Saccocoma eine Spinne. Ab dieser Zeit sprach man von den „Eichstätter Spinnensteinen“. Dass es sich bei den Plattenkalken im Raum Solnhofen und Eichstätt um Meeresablagerungen handelte, machte 1730 erstmals der Arzt Johann Jakob Baier (1677–1735) publik. Er deutete die „Eichstätter Spinnensteine“ erstmals als Seesterne.

## Systematik
Derzeit werden vier Arten zur Gattung Saccocoma gestellt, von denen aber nur eine Art in vollständigen Exemplaren gefunden wurde:
- Saccocoma tenella (Goldfuss, 1831)
- Saccocoma quenstedti Sieverts-Doreck & Hess, 2002
- Saccocoma longipinna Hess, 2002
- Saccocoma vernioryi Manni & Nicosia, 1984

Andere Arten, die früher zur Gattung Saccocoma gestellt wurden, sind inzwischen anderen Gattungen zugewiesen worden.